# Deltagare i Tour de France 2009
Tour de France 2009 - Deltagare. Dessa cyklister deltog i Tour de France 2009 4–26 juli 2009.
18 UCI ProTour-stall blev inbjudna, men Fuji-Servetto blev inte inbjudna med anledning av deras dopningsfall under Tour de France 2008. Ett annat stall, Gerolsteiner, som hade problem med dopade cyklister under tävlingen 2008, lade ned efter säsongen 2008. Agritubel, Skil-Shimano och Cervélo TestTeam blev förutom UCI ProTour-stallen inbjudna till tävlingen. 

## Stall

### Cervélo TestTeam
| Nr | Cyklister                  | Prestationer                                                                                              | Resultat i tävlingen              |
| -- | -------------------------- | --- | --------------------------------- |
| 1  | Carlos Sastre              | | 17                                |
| 2  | Íñigo Cuesta               | | 87                                |
| 3  | José Angel Gómez Marchante | | Lämnade tävlingen efter etapp 17. |
| 4  | Volodymyr Gustov           | | 45                                |
| 5  | Heinrich Haussler          | Segrare av etapp 13. Utsedd till mest offensiva cyklist under etapp 13.                                   | 97                                |
| 6  | Thor Hushovd               | Vinnare av etapp 6. Vann poängtävlingen. Ledare av poängtröja mellan etapp 8 och 11 och mellan 13 och 21. | 106                               |
| 7  | Andreas Klier              | | 155                               |
| 8  | Brett Lancaster            | | 127                               |
| 9  | Hayden Roulston            | | 79                                |

Sportdirektör: Jean-Paul van Poppel

### Silence-Lotto
| Nr | Cyklister             | Prestationer                        | Resultat i tävlingen |
| -- | --------------------- | ----------------------------------- | -------------------- |
| 11 | Cadel Evans           |                                     | 30                   |
| 12 | Mickaël Delage        |                                     | 101                  |
| 13 | Sebastian Lang        |                                     | 76                   |
| 14 | Matthew Lloyd         |                                     | 46                   |
| 15 | Staf Scheirlinckx     |                                     | 123                  |
| 16 | Greg Van Avermaet     |                                     | 89                   |
| 17 | Jurgen Van Den Broeck |                                     | 15                   |
| 18 | Johan Vansummeren     | Mest offensive cyklist på etapp 11. | 93                   |
| 19 | Charles Wegelius      |                                     | 59                   |

Sportdirektör: Herman Frison

### Astana Team
| Nr | Cyklister         | Prestationer | Resultat i tävlingen              |
| -- | ----------------- | --- | --------------------------------- |
| 21 | Alberto Contador  | Vann Tour de France 2009! Segrare av etapp 15 och 18. Bergsmästartröjan efter etapp 1.                              | 1                                 |
| 22 | Lance Armstrong   | | 3                                 |
| 23 | Andreas Klöden    | | 6                                 |
| 24 | Levi Leipheimer   | | Lämnade tävlingen innan etapp 13. |
| 25 | Dmitrij Muravjev  | | 148                               |
| 26 | Sérgio Paulinho   | | 35                                |
| 27 | Jaroslav Popovytj | | 41                                |
| 28 | Grégory Rast      | | 138                               |
| 29 | Haimar Zubeldia   | | 27                                |
|    |                   | Astana Team vann etapp 4, ett lagtempolopp. Vann lagtävlingen. Ledde lagtävling mellan etapp 1 och 7 och 15 och 21. |                                   |

Sportdirektör: Johan Bruyneel

### Team Saxo Bank
| Nr | Cyklister            | Prestationer                                                                                  | Resultat i tävlingen              |
| -- | -------------------- | --------------------------------------------------------------------------------------------- | --------------------------------- |
| 31 | Andy Schleck         | Vann ungdomstävlingen.                                                                        | 2                                 |
| 32 | Kurt-Asle Arvesen    |                                                                                               | Lämnade tävlingen efter etapp 10. |
| 33 | Fabian Cancellara    | Segrare av etapp 1. Bar den gula ledartröjan mellan etapp 1 och 7. Poängtröjan efter etapp 1. | 91                                |
| 34 | Gustav Larsson       |                                                                                               | 50                                |
| 35 | Stuart O'Grady       |                                                                                               | 124                               |
| 36 | Fränk Schleck        | Segrare av etapp 17.                                                                          | 5                                 |
| 37 | Chris Anker Sørensen |                                                                                               | 34                                |
| 38 | Nicki Sørensen       | Segrare av etapp 12. Mest offensiva cyklist under etapp 12.                                   | 31                                |
| 39 | Jens Voigt           |                                                                                               | Lämnade tävlingen under etapp 16. |
|    |                      | Ledde lagtävling mellan etapp 12 och 13.                                                      |                                   |

Sportdirektör: Kim Andersen

### Rabobank
| Nr | Cyklister           | Prestationer                         | Resultat i tävlingen             |
| -- | ------------------- | ------------------------------------ | -------------------------------- |
| 41 | Denis Mensjov       |                                      | 51                               |
| 42 | Stef Clement        | Mest offensive cyklist under etapp 2 | 118                              |
| 43 | Juan Antonio Flecha |                                      | 102                              |
| 44 | Óscar Freire        |                                      | 99                               |
| 45 | Juan Manuel Gárate  |                                      | 62                               |
| 46 | Robert Gesink       |                                      | Lämnade tävlingen efter etapp 5. |
| 47 | Grischa Niermann    |                                      | 54                               |
| 48 | Joost Posthuma      |                                      | 73                               |
| 49 | Laurens ten Dam     |                                      | 60                               |

Sportdirektör: Erik Breukink

### Garmin-Slipstream
| Nr | Cyklister             | Prestationer                           | Resultat i tävlingen |
| -- | --------------------- | -------------------------------------- | -------------------- |
| 51 | Christian Vande Velde |                                        | 8                    |
| 52 | Julian Dean           |                                        | 121                  |
| 53 | Tyler Farrar          |                                        | 151                  |
| 54 | Ryder Hesjedal        |                                        | 49                   |
| 55 | Martijn Maaskant      | Mest offensiva cyklist under etapp 14. | 98                   |
| 56 | David Millar          | Mest offensive cyklist under etapp 6   | 85                   |
| 57 | Danny Pate            |                                        | 141                  |
| 58 | Bradley Wiggins       |                                        | 4                    |
| 59 | David Zabriskie       |                                        | 77                   |

Sportdirektör: Matthew White

### Euskaltel-Euskadi
| Nr | Cyklister       | Prestationer                             | Resultat i tävlingen      |
| -- | --------------- | ---------------------------------------- | ------------------------- |
| 61 | Mikel Astarloza | Segrare av etapp 16.                     | 11                        |
| 62 | Igor Antón      |                                          | 66                        |
| 63 | Koldo Fernández |                                          | Utesluten efter etapp 8.  |
| 64 | Egoi Martínez   | Bergsmästartröjan mellan etapp 9 och 12. | 44                        |
| 65 | Juan José Oroz  |                                          | 107                       |
| 66 | Alan Pérez      |                                          | Utesluten efter etapp 19. |
| 67 | Rubén Pérez     |                                          | 72                        |
| 68 | Amets Txurruka  |                                          | Utesluten efter etapp 19. |
| 69 | Gorka Verdugo   |                                          | 61                        |

Sportdirektör: Igor Gonzalez de Galdeano

### Team Columbia
| Nr | Cyklister       | Prestationer                                                                                       | Resultat i tävlingen |
| -- | --------------- | -------------------------------------------------------------------------------------------------- | -------------------- |
| 71 | Mark Cavendish  | Vinnare av etapp 2, 3, 10, 11, 19 och 21. Ledare av poängtröja mellan etapp 2 och 7 och 11 och 12. | 131                  |
| 72 | Bernhard Eisel  | | 150                  |
| 73 | Bert Grabsch    | | 134                  |
| 74 | George Hincapie | | 19                   |
| 75 | Kim Kirchen     | | 57                   |
| 76 | Tony Martin     | Ledare av ungdomstävling mellan etapp 3 och 14.                                                    | 36                   |
| 77 | Maxime Monfort  | | 28                   |
| 78 | Mark Renshaw    | | 149                  |
| 79 | Michael Rogers  | | 103                  |

Sportdirektör: Brian Holm

### Ag2r-La Mondiale
| Nr | Cyklister         | Prestationer                                    | Resultat i tävlingen              |
| -- | ----------------- | ----------------------------------------------- | --------------------------------- |
| 81 | Vladimir Jefimkin |                                                 | Lämnade tävlingen under etapp 15. |
| 82 | José Luis Arrieta |                                                 | 81                                |
| 83 | Cyril Dessel      |                                                 | Lämnade tävlingen under etapp 17. |
| 84 | Hubert Dupont     |                                                 | 33                                |
| 85 | Stéphane Goubert  |                                                 | 16                                |
| 86 | Lloyd Mondory     |                                                 | 133                               |
| 87 | Rinaldo Nocentini | Bar den gula ledartröjan mellan etapp 7 och 14. | 14                                |
| 88 | Christophe Riblon |                                                 | 82                                |
| 89 | Nicolas Roche     |                                                 | 23                                |
|    |                   | Ledde lagtävling mellan etapp 8 och 12 och 14.  |                                   |

Sportdirektör: Vincent Lavenu

### Team Liquigas
| Nr | Cyklister            | Prestationer | Resultat i tävlingen |
| -- | -------------------- | --- | -------------------- |
| 91 | Franco Pellizotti    | Mest offensive cyklist på etapp 9 och 16. Vinnare av bergsmästartävlingen. Utsedd till mest offensive cyklist under tävlingen. | 37                   |
| 92 | Daniele Bennati      | | 135                  |
| 93 | Roman Kreuziger      | Ledare av ungdomstävling mellan etapp 1 och 2.                                                                                 | 9                    |
| 94 | Aljaksandr Kutjynski | | 92                   |
| 95 | Vincenzo Nibali      | | 7                    |
| 96 | Fabio Sabatini       | | 147                  |
| 97 | Brian Vandborg       | | 116                  |
| 98 | Alessandro Vanotti   | | 120                  |
| 99 | Frederik Willems     | | 86                   |

Sportdirektör: Mario Scirea

### Française des Jeux
| Nr  | Cyklister           | Prestationer                                      | Resultat i tävlingen              |
| --- | ------------------- | ------------------------------------------------- | --------------------------------- |
| 101 | Sandy Casar         | Utsedd till mest offensiva cyklist efter etapp 8. | 12                                |
| 102 | Jérôme Coppel       |                                                   | Lämnade tävlingen under etapp 12. |
| 103 | Anthony Geslin      |                                                   | 119                               |
| 104 | Jaŭhen Hutarovitj   |                                                   | 156                               |
| 105 | Sébastien Joly      |                                                   | Lämnade tävlingen under etapp 7.  |
| 106 | Christophe Le Mével |                                                   | 10                                |
| 107 | Jérémy Roy          |                                                   | 48                                |
| 108 | Benoît Vaugrenard   |                                                   | 142                               |
| 109 | Jussi Veikkanen     | Bergsmästartröjan mellan etapp 2 och 5.           | 108                               |

Sportdirektör: Martial Gayant

### Caisse d'Epargne
| Nr  | Cyklister               | Prestationer        | Resultat i tävlingen              |
| --- | ----------------------- | ------------------- | --------------------------------- |
| 111 | Óscar Pereiro           |                     | Lämnade tävlingen under etapp 8.  |
| 112 | David Arroyo            |                     | 69                                |
| 113 | Rui Alberto Costa Fario |                     | Lämnade tävlingen efter etapp 11. |
| 114 | Arnaud Coyot            |                     | 115                               |
| 115 | José Iván Gutiérrez     |                     | 71                                |
| 116 | Luis Pasamontes         |                     | 39                                |
| 117 | José Joaquín Rojas      |                     | 84                                |
| 118 | Luis León Sánchez       | Segrare av etapp 8. | 26                                |
| 119 | Rigoberto Uràn          |                     | 52                                |

Sportdirektör: Yvon Ledanois

### Cofidis, Le Crédit par Téléphone
| Nr  | Cyklister        | Prestationer                           | Resultat i tävlingen |
| --- | ---------------- | -------------------------------------- | -------------------- |
| 121 | David Moncoutié  |                                        | 58                   |
| 122 | Stéphane Augé    | Bergsmästartröjan efter etapp 6.       | 136                  |
| 123 | Samuel Dumoulin  | Mest offensive cyklist på etapp 3.     | 139                  |
| 124 | Leonardo Duque   | Mest offensiva cyklist under etapp 19. | 94                   |
| 125 | Bingen Fernández |                                        | 105                  |
| 126 | Christophe Kern  | Bergsmästartröjan efter etapp 8.       | 75                   |
| 127 | Sébastien Minard |                                        | 38                   |
| 128 | Amaël Moinard    |                                        | 65                   |
| 129 | Rémi Pauriol     |                                        | 43                   |

Sportdirektör: Francis van Londersele

### Lampre
| Nr  | Cyklister          | Prestationer                           | Resultat i tävlingen              |
| --- | ------------------ | -------------------------------------- | --------------------------------- |
| 131 | Alessandro Ballan  |                                        | 95                                |
| 132 | Marco Bandiera     |                                        | 145                               |
| 133 | Marzio Bruseghin   |                                        | 80                                |
| 134 | Angelo Furlan      |                                        | Lämnade tävlingen under etapp 12. |
| 135 | David Loosli       |                                        | 53                                |
| 136 | Daniele Righi      |                                        | 110                               |
| 137 | Mauro Santambrogio |                                        | 132                               |
| 138 | Marcin Sapa        |                                        | 146                               |
| 139 | Simon Špilak       | Mest offensiva cyklist under etapp 15. | 109                               |

Sportdirektör: Fabrizio Bontempi

### Bbox Bouygues Télécom
| Nr  | Cyklister        | Prestationer        | Resultat i tävlingen |
| --- | ---------------- | ------------------- | -------------------- |
| 141 | Thomas Voeckler  | Segrare av etapp 5. | 67                   |
| 142 | Yukiya Arashiro  |                     | 129                  |
| 143 | William Bonnet   |                     | 128                  |
| 144 | Pierrick Fédrigo | Segrare av etapp 9. | 56                   |
| 145 | Saïd Haddou      |                     | 143                  |
| 146 | Laurent Lefèvre  |                     | 42                   |
| 147 | Alexandre Pichot |                     | 117                  |
| 148 | Pierre Rolland   |                     | 22                   |
| 149 | Juri Trofimov    |                     | 47                   |

Sportdirektör: Didier Rous

### Quick Step
| Nr  | Cyklister           | Prestationer | Resultat i tävlingen              |
| --- | ------------------- | ------------ | --------------------------------- |
| 151 | Sylvain Chavanel    |              | 20                                |
| 152 | Carlos Barredo      |              | 63                                |
| 153 | Tom Boonen          |              | Lämnade tävlingen inför etapp 15. |
| 154 | Steven de Jongh     |              | 153                               |
| 155 | Stijn Devolder      |              | 83                                |
| 156 | Jérôme Pineau       |              | 88                                |
| 157 | Sébastien Rosseler  |              | 104                               |
| 158 | Matteo Tosatto      |              | 114                               |
| 159 | Jurgen Van De Walle |              | Lämnade tävlingen efter etapp 2.  |

Sportdirektör: Wilfried Peeters

### Katjusja
| Nr  | Cyklister         | Prestationer                      | Resultat i tävlingen     |
| --- | ----------------- | --------------------------------- | ------------------------ |
| 161 | Vladimir Karpets  |                                   | 13                       |
| 162 | Alexandr Botjarov |                                   | 18                       |
| 163 | Joan Horrach      |                                   | 74                       |
| 164 | Michail Ignatjev  | Mest offensive cyklist på etapp 5 | 140                      |
| 165 | Sergej Ivanov     | Segrare av etapp 14.              | 40                       |
| 166 | Danilo Napolitano |                                   | Utesluten efter etapp 9. |
| 167 | Filippo Pozzato   |                                   | 100                      |
| 168 | Nikolaj Trusov    |                                   | 122                      |
| 169 | Stijn Vandenbergh |                                   | 96                       |

Sportdirektör: Serge Parsani

### Agritubel
| Nr  | Cyklister         | Prestationer                                         | Resultat i tävlingen              |
| --- | ----------------- | ---------------------------------------------------- | --------------------------------- |
| 171 | Christophe Moreau |                                                      | 29                                |
| 172 | Maxime Bouet      |                                                      | 70                                |
| 173 | Sylvain Calzati   |                                                      | 55                                |
| 174 | Brice Feillu      | Vinnare av etapp 7. Bergsmästartröjan efter etapp 7. | 25                                |
| 175 | Romain Feillu     |                                                      | Lämnade tävlingen under etapp 12. |
| 176 | Eduardo Gonzalo   |                                                      | Lämnade tävlingen under etapp 8.  |
| 177 | David Le Lay      |                                                      | Lämnade tävlingen under etapp 8.  |
| 178 | Geoffroy Lequatre |                                                      | 64                                |
| 179 | Nicolas Vogondy   |                                                      | 68                                |

Sportdirektör: Emmanuel Hubert

### Team Milram
| Nr  | Cyklister           | Prestationer | Resultat i tävlingen              |
| --- | ------------------- | ------------ | --------------------------------- |
| 181 | Linus Gerdemann     |              | 24                                |
| 182 | Gerald Ciolek       |              | 126                               |
| 183 | Markus Fothen       |              | 125                               |
| 184 | Johannes Fröhlinger |              | 78                                |
| 185 | Christian Knees     |              | 21                                |
| 186 | Niki Terpstra       |              | 152                               |
| 187 | Peter Velits        |              | 32                                |
| 188 | Fabian Wegmann      |              | 137                               |
| 189 | Peter Wrolich       |              | Lämnade tävlingen innan etapp 13. |

Sportdirektör: Christian Henn

### Skil-Shimano
| Nr  | Cyklister        | Prestationer                           | Resultat i tävlingen              |
| --- | ---------------- | -------------------------------------- | --------------------------------- |
| 191 | Cyril Lemoine    |                                        | 144                               |
| 192 | Fumiyuki Beppu   | Mest offensive cyklist på etapp 21.    | 112                               |
| 193 | Koen de Kort     |                                        | 111                               |
| 194 | Simon Geschke    |                                        | 113                               |
| 195 | Jonathan Hivert  |                                        | 154                               |
| 196 | Thierry Hupond   | Mest offensiva cyklist under etapp 10. | 90                                |
| 197 | Piet Rooijakkers |                                        | Lämnade tävlingen efter etapp 4.  |
| 198 | Albert Timmer    |                                        | 130                               |
| 199 | Kenny van Hummel |                                        | Lämnade tävlingen under etapp 17. |

Sportdirektör: Rudi Kemna